# Історія Надвірної
Надвірна – місто Івано-Франківської області, районний центр. Розташований на правому березі річки Бистриця-Надвірнянська (при злитті з Бистрицею-Солотвинською утворює Бистрицю, притоку Дністра). Населення 21 тис. осіб (2001). 

## Від першої згадки до ХХ століття

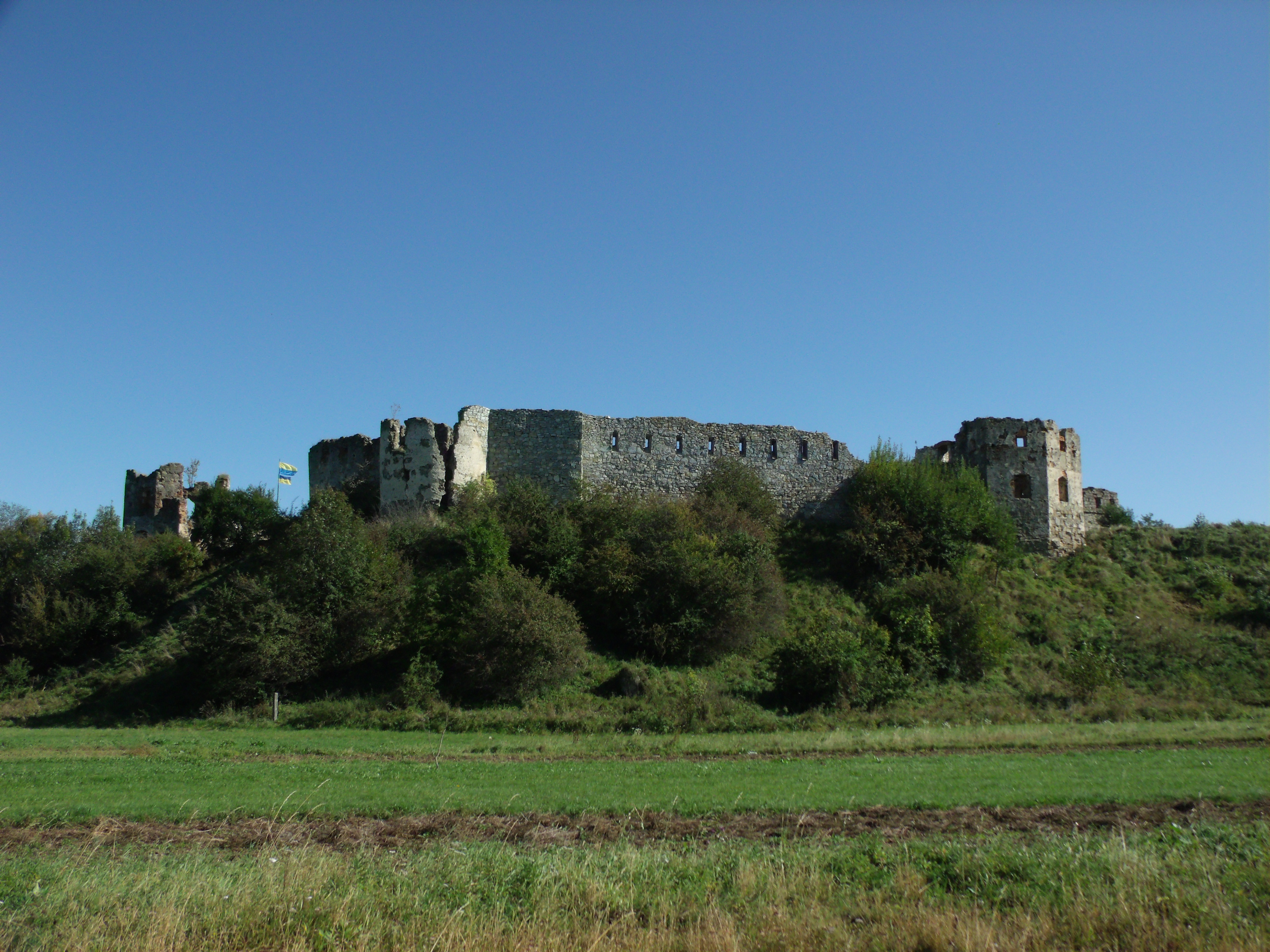
Пнівський замок (XVI ст.).

Перші поселенці на теренах Надвірної з'явилися у II тис. до н. е. За містом, на східному пагорбі, виявлено поселення бронзової доби, яке було зруйноване під час будівництва Пнівського замку. Через відсутність джерел не можна точно визначити які саме племена жили на цій території. Вважається, що виникнення міста пов'язане із Пнівським замком. Наприкінці XV ст. пнівським маєтком володів шляхетський рід Куропатвів. 
Королівство Польське та Річ Посполита
Уперше згадується місто 1589 року в протестації, яку подав до суду М. Куропатва. В документі йдеться про напад татар на Галичину, внаслідок якого було знищено право власності автора протестації на села Пнів, Битків, містечко Надвірна.
1591 року Надвірній було надане Магдебурзьке право і вона отримала статус міста. 

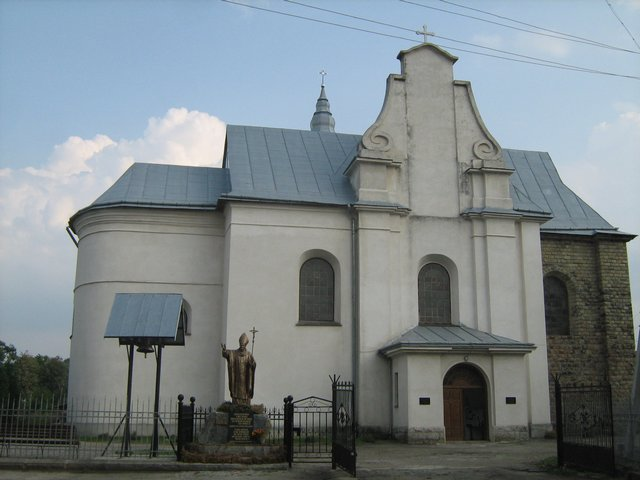
Костел Успіння Пресвятої Діви Марії

У серпні 1589 р. татарські орди несподівано напали на Прикарпаття. В згадуваній протестації М. Куропатви не сказано чи було зруйновано м. Надвірну, однак в проміжку між 1589—1595 р.р. місто в архівних документах не згадується. Можливо воно було спалене. В 1596 р. місто було відбудоване. Очевидно руйнувань зазнає і надвірнянська оборонна споруда. Вона була зведена з великих нетесаних брил річкового каменю та вапняку. Товщина стін 1,2 м. Ширина замку 35 м, довжина 98 м. Однак, цитадель була споруджена на невеликому підвищенні. Можливо, після 1589 р. Куропатви вирішили побудувати надійнішу оборонну споруду — Пнівський замок. В 1599р Куропатви звели костел Успіння Пресвятої Діви Марії. 
У 1621 р. на Покутті діяв опришківський загін Гриня Кардаша. Вони зробили підкоп і непомітно проникнули у твердиню. Александра Куропатву було поранено. Опришки винесли зі сховища більшу частину золота і грошей. Після нападу Куропатви ще дужче укріпили замок, який до XVII ст. був наймогутнішою твердинею Галичини. 
У травні 1648 р. на Прикарпатті почався рух непокори польській шляхті. Миколай Куропатва очолив загін, що боровся з повсталими. Восени 1648 р. військо Семена Височана підійшло до Пнівського замку. Вони два тижні облягали його. Замок не вдалося здобути, але твердині було завдано значної шкоди. За деякими даними повсталі таки здобули його. Після цього Височан пішов на з'єднання з Богданом Хмельницьким до Львова.
У XVII — XVIII ст. Надвірна стає центром торгівлі. Мешканці міста часто чумакували. На початку XVII ст. купці з Угорщини почали проїжджати через Надвірну. Щороку тут відбувалися два ярмарки і щотижня — торги. 
Австро-Угорщина

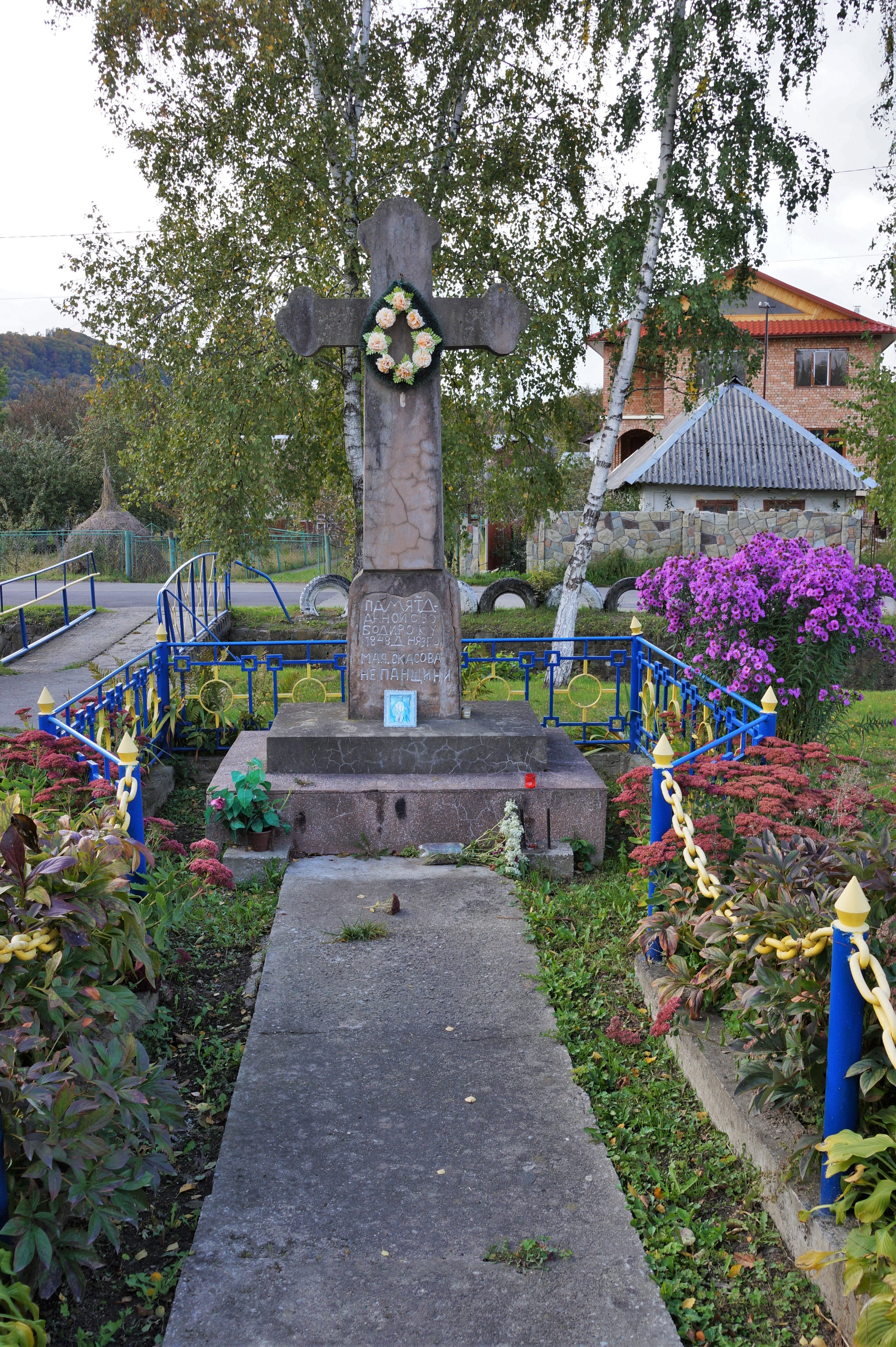
пам'ятний хрест на честь скасування панщини у 1848р.

Від 1805 р. в місті почало діяти камеральне (державне) управління. Основним органом влади була рада. Староста тепер очолював тільки міський суд. У 1867 р. було створено Надвірнянський повіт на чолі зі старостою. У віданні повітової адміністрації, яка підлягала намісницькому правлінню, були всі справи крім судових. На початку 1887 р. Надвірна перейшла у власність Міського кредитного закладу у Відні, а від 1891 до 1918 р. належала австрійському цісареві. 

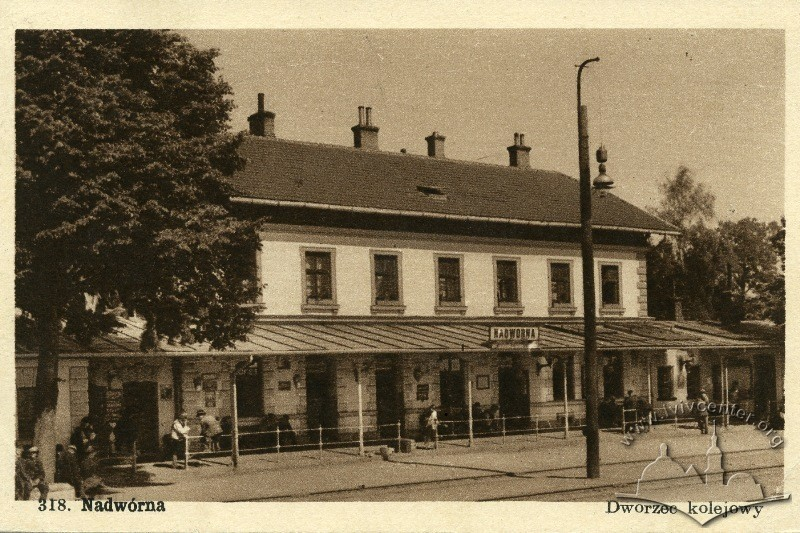
Залізничний вокзал, м. Надвірна, 1929 р

Влітку 1893 р. розпочалося спорудження залізничної гілки Станіслав — Вороненка, яка мала проходити через місто. В ньому взяли участь сотні спеціалістів з Італії,  Австрії, Німеччини. Крім того, до робіт залучалися багато місцевих жителів. Перший пробний поїзд пішов новозбудованою колією 21 жовтня 1894 р., а офіційне відкриття залізниці, на якому були присутні урядовці зі Львова та Відня, відбулося 19 листопада. 
Розпорядженням міністра внутрішніх справ 15 травня 1934 р. територія міста розширена за рахунок приєднання частини земель і забудови села Пнів.  
Поряд з економічним та громадським життям міста розвивалася і його культура. На початку XVII ст. в місті вже діяла церква Різдва Христового, що мала кілька дочірніх церков. Після закриття у 1785 р. Манявського скиту головну монастирську церкву Воздвиження Чесного Хреста розібрали і перевезли до Надвірної. Відтоді у всіх документах вона значиться як Церква Воздвиження Чесного Хреста. 

## Надвірна  у ХХ столітті і за сучасності
Перша світова війна

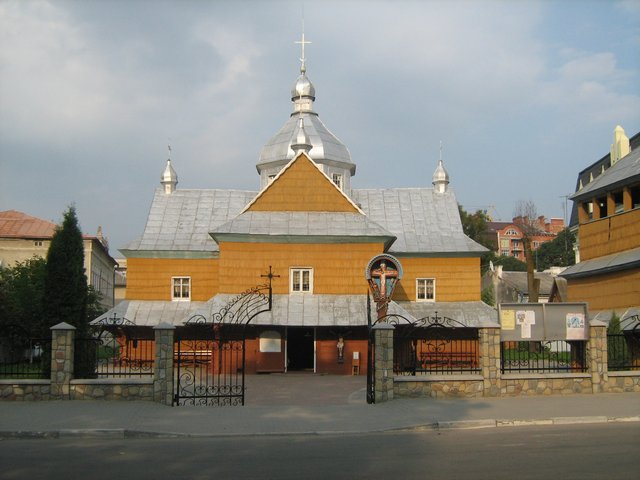
Церква Чесного Хреста

Серпень 1914 р. приніс місту лихо, що знищила понад 300 будинків - велику пожежу, Під час Першої світової війни надвірнянці записуються до лав  Українських Січових Стрільців:  Буній Осип - стрілець, Бунії Юрій - стрілець, Вірстюк Зіновій - стрілець, Вірстюк Роман, Випринюк Дмитро стрілець, Гринішак Олекса - хорунжий, Григораш Степан - стрілець, Гричківська Ганна сестра милосердя, Дем'янчук Михайло - хорунжий, Килиман Василь - поручник, Кирчів Роман - стрілець, Костик Степан - стрілець, Кочержук Микола - стрілець, Микитюк Микола - стрілець, Мухній Григорій - підхорунжий, Скорупський Михайло - стрілець, Хроменко Володимир - хорунжий, Юркевич Іван - стрілець, Юркевич Григорій - стрілець.  
Наприкінці літа 1914 р. російські війська перейшли кордон Галичини. Їхні передові загони наближалися до Станиславова. У Надвірній австрійська поліція розпочала арешти «підозрілих осіб». Переважно заарештовували членів товариства ім. М. Качковського. Арештантів вивозили до концтаборів Ґмінду й Талергофа 
Західноукракраїнська Народна Республіка
Після встановлення у Львові ЗУНР в листопаді 1918р. у Надвірній була сформована українська адміністрація. Головою міської управи став Михайло Дунець (1876 - 1963). На Надвірнянщині повітовим комісаром став Іван Сяноцький. З початком польсько - української війни надвірнянці вхолять до лав УГА. 4 травня 1919р. в місті відбулося віче, на якому виступили М. Балицький, І. Стецюк, Дмитрак, і було ухвалено резолюцію про потребу оборони країни від ворога. 17 -18 травня 1919 було оголошено мобілізацію до УГА . 20 - 25 травня Надвірну було окуповано поляками. 
Вояки Української Галицької Армії, вихідці з Надвірної:
- Білас Ростислав - полковник
- Буній Микола - стрілець.  Помер від тифу за Збручем.

- Гаврилюк Михайло - чететар. Старшина ІІІ-го Галицького Корпусу. Помер від тифу за Збручем в Чотирикутнику Смерті 1919р.
- Дем'янчук Михайло (1899 - 1975) - хорунжий
- Дунець Микола - стрілець. Пропав безвісти.
- Кочержук Олекса - вістун. Помер від тифу за Збручем.
- Розумович Володимир -  четерат  Старшина ІІІ-го Галицького Корпусу. Був за Збручем. Восени 1919р. у Жмеринці помер від тифу.
- Николайчук Микола (1889 - ?) - поручник [10]

Польська Республіка

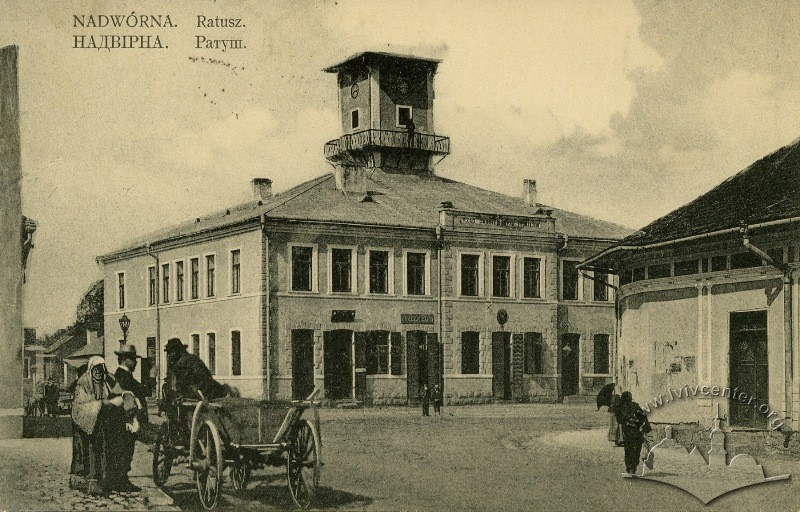
Nadvirna (1914)

З 23 грудня 1920 року Надвірнянський повіт входив до Станіславівського воєводства. Надвірна залишалася центром повіту, адміністрацію очолював староста. У 20х роках посаду старости обіймав Северин Сікорський. Міська управа містилася в ратуші. Громадське самоврядування міста складалося з бургомістра, віце – бургомістра та лавників. У 20х роках бургомістром був Владислав Булшевич,  а його заступником – Василь Свищ, який у другій половині 30-х років очолював міську управу. Досить важливу роботу в місті виконував клуб радних, який діяв при управі. У 20х роках із 48 радних 20 буди українці. Саме під час польської влади стояли на сторожі інтересів українського міщанства і більшість спірних питань вирішували на їхню користь. 
Діяли  Українське національно- Демократичне об'єднання (УНДО) (очолював  Микола Николайчук, заступник голови Валер'ян Банах,  секретар Микола Гринішак) У 1938 р. перестало існувати  , «Пласт» (відновила свою діяльність аж 1929 р. з ініціативи Дмитра Попадинця). Надвірнянські пластуни присвоїли йому ім'я першого українського короля Данила. Опікунство і фінансову підтримку взяли на себе адвокат М. Николайчук, інженери Д. Цибрівський і Р. Збудовський.  У 1929 р.очолив Ярослав Сербин. Однак тривало це недовго - 1930 р. «Пласт» заборонила польська влада. 
1 вересня 1939 німецькі війська напали на Польську Республіку, почалася Друга світова війна. 
Радянський період
З 17 вересня 1939 року війська Українського фронту Червоної Армії вступили до східних районів Польщі — Західної України. Похід закінчився підписанням 28 вересня 1939 року Договору про дружбу та кордон між СРСР та Німеччиною. 27 жовтня 1939 року в Надвірні була встановлено радянську владу. 14 листопада 1939 року Надвірна була приєднана до УРСР. 4 грудня 1939 року у Станіславській області (Указ Президії Верховної Ради СРСР від 4 грудня 1939 року). 1939 року в УРСР Надвірна отримала статус міста. 
З червня 1940 до березня 1941 року знаходився 15-й мотострілковий полк 15-й тд 8-го мк Київського ВО. 3 липня 1941 року окупована німецькими військами. 29 березня 1944 року у Надвірні була відновлена радянська влада в ході Проскурівсько-Чернівецької наступальної операції 1944 року. 18 квітня 1944 року Надвірна була знову окуповано німецькими військами. 25 липня 1944 року радянські війська в ході Львівсько-Сандомирської наступальної операції звільнили місто від нацистських загарбників. 
У Надвірні був лісокомбінат, харчокомбінат, цегельний, сироробний заводи; автотранспортний технікум; залізнична станція на лінії Делятин Івано-Франківськ. Вузол автошляхів. Розвинуто нафтопереробку. У районі проводиться видобуток нафти та газу. 
Незалежна Україна

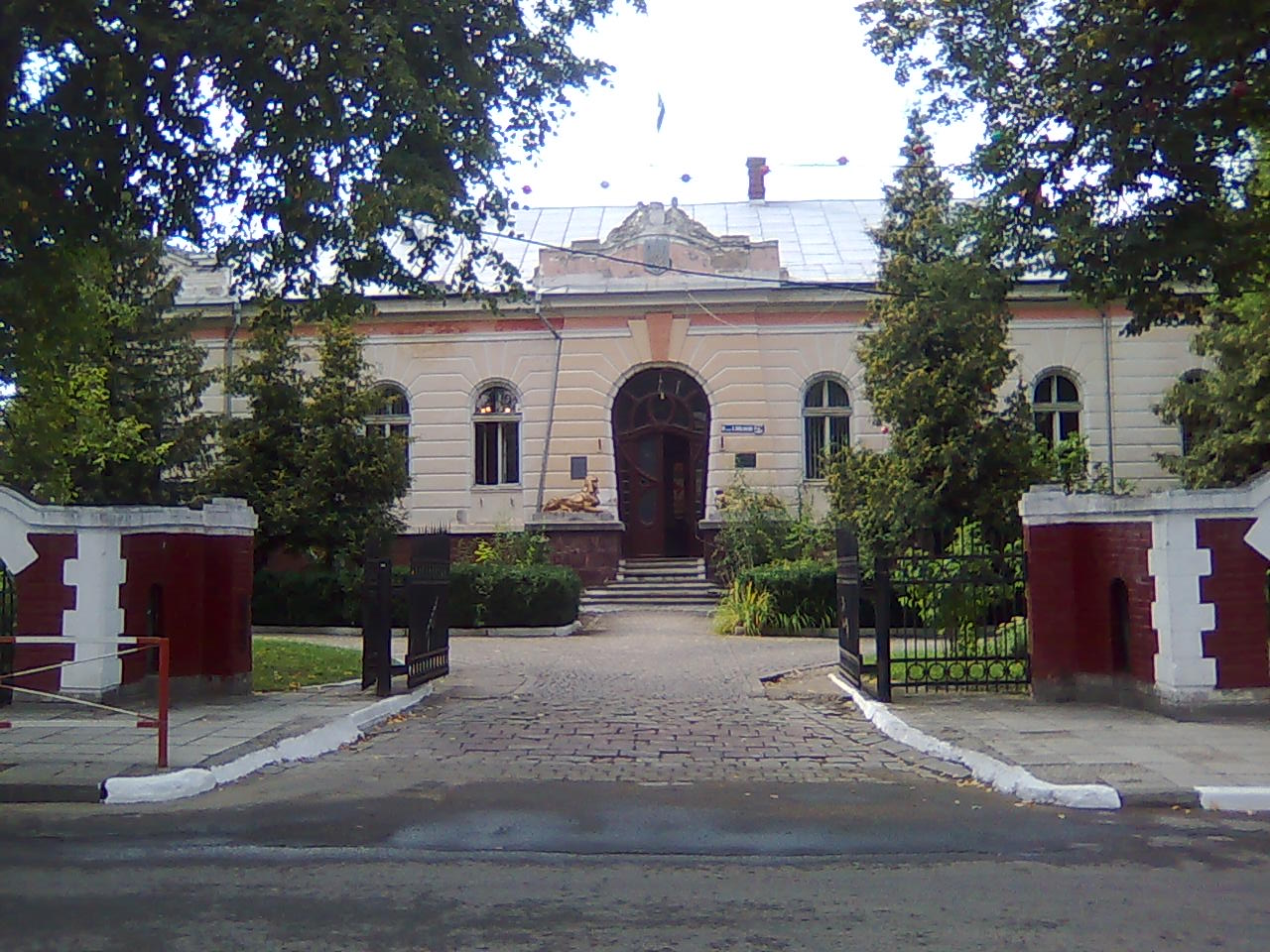
Міська рада

У місті діють 4 загальноосвітні школи, фізико-математичний ліцей, середня школа-інтернат, сім дитячих садків, ПТУ № 11, коледж, заочне відділення Українського фінансово-економічного інституту, музична та художня школи, Музей історії Надвірнянщини. Також у Надвірній функціонує Прикарпатський військово-спортивний ліцей.
У 2014 році на території дитсадку «Квітка Карпат» демонтовано останній на Івано-Франківщині та Галичині пам'ятник Леніну

## Юдеї в Надвірній
У 1870 р. у Надвірній єврейські підприємці відкрили сірникову фабрику та бровар. У кінці ХІХ ст. у місті засновано єврейський банк. У той же час багато надвірнянських євреїв емігрували до Америки. Значна їх частина осіла в Нью-Йорку, де в 1897 р. створили своє обєднання. В кінці ХІХ ст.у  Надвірній з'явилася  хасидська династія теологів, яку заснував великий раббі Іссахр Бер Бергі Ляйфер. У місті проживав Цві Гірш, який очолював робітничий суд, автор багатьох трактатів із питань юдейської етики. 
У міжвоєнний період, як і в попередні десятиліття, євреї займалися торгівлею, ремеслом, тримали готелі і ресторани.
У період Другої  світової  війни в  місто зігнали євреїв, котрі намагалися перейти кордон з Угорщиною, з навколишніх сіл та міста. 6 жовтня 1941 р. у перший день іудейського свята Сукот з Станіслава до Надвірної прибула зондеркоманда гестапо на чолі із Крюгером, яка привезла із собою 1000 євреїв. Тоді ж нацисти зігнали на площу біля костелу Успіння Пресвятої Богородиці ще 2000 осіб.Усіх їх повантажили в автомашини та вивезли у ліс, де розстріляли в урочищі Буковинка. Розстрілом керував Варчмін Ернст 
цвинтар - кіркут  
Засноване на межі XVI-XVII століття і почало формуватися водночас зі створенням поселення. Кількість єврейського населення Надвірної іноді доходила до 50-60%. У  старій частині кіркута були поховання вбитих під час повстання Северина Наливайка та Хмельниччини. На цвинтарі налічувалося до 1000 надгробків, проте поховань може бути значно більше. Не всі євреї мали статки і можливість сплатити за надгробок. Деякі небагаті люди поховані в загальних могилах. В окопах ховали померлих під час епідемій і з метою дезінфекції ями засипали вапном, тому кіркут ще називають окопищем.